# Aeroportul Regional Cornwall
Aeroportul Regional Cornwall (IATA: YCC, ICAO: CYCC) este un aeroport din Ontario, Canada. Aeroportul a fost tranzitat în 2013 de 0 pasageri.
Situat la o altitudine de 53 m, aeroportul dispune de o singură pistă.